# 顾凌云
顾凌云（1976年—）是一位中国人工智能技术与智能风控领域专家。上海冰鉴信息科技有限公司创始人、董事长兼CEO、桂林银行董事、南京国际学校董事、新加坡科技设计大学客座教授。2021年，顾凌云荣获《哈佛商业评论》“拉姆·查兰管理实践奖”。

## 生平
1994年，顾凌云以优异成绩入读电子科技大学电子工程系本科。
1997年，获得全国电脑大赛电视辩论赛全场唯一最佳辩手。
1998年，首届“蓝带杯”全国大专辩论赛全场唯一最佳辩手，同时，入选国家青年人才库计划。
2010年，毕业于卡内基梅隆大学计算机学院，获得博士学位，并先后在国际期刊和会议上发表学术著作数十篇，同时在中美两国获得多项专利。
2009年-2011年，担任Translucent Capital量化策略师。
2011年- 2013年，担任Zest Finance模型组的创始人和负责人。
2013年- 2014年，担任Turbo Financial Group创始人、董事会成员、首席风控官。
2013年-2015年，担任IDG资本驻站企业家和投资顾问。
2015年6月至今，上海冰鉴信息科技有限公司创始人、董事长兼CEO，使用人工智能算法对小微企业和个人进行风险评估，助力普惠金融。